# 比丘
比丘（びく、巴: Bhikkhu、梵: Bhikṣu）は、仏教において出家し、具足戒を守る男性の修行者である。女性の出家修行者は比丘尼（びくに, Bhikkhunī）。梵語形のBhikṣuの音写から苾芻（びっしゅ）ともいう。日本では一般には僧侶、お坊さんと呼ぶ。
比丘の生活は涅槃に達することを目的としており、質素な生活を送ることで自身の修行の助けとなるよう設計されている。
インドでは紀元前六世紀ごろから、出家し各地を遊行しながら托鉢する修行者がおり、釈迦もその一人であった。釈迦の弟子が増え仏教教団（サンガ）が成立してからは、その主要な構成員として、信徒に教えを説き、教団を維持する働きをもつ。しかし日本の伝統宗派とネパールのネワール仏教、チベットのニンマ派とカギュ派（ならびにその影響下にあるブータン）においては、僧侶の妻帯と世襲が常態化しており、戒律を始めから受けていないか、あるいは受戒しても守っていない。

## 定義
元来は「食べ物を乞う人」という意味の言葉。
ブッダゴーサは『清浄道論』で、「輪廻において恐れを見るので、比丘である」 (Pāli: Saṃsāre bhayaṃ ikkhatīti bhikkhu)と通俗語源解釈によって定義しており、「輪廻からの解脱を求めて出家した者」としている。

Na tena bhikkhū hoti yāvatā bhikkhate pare;
Vissaṃ dhammaṃ samādāya bhikkhu hoti na tāvatā.

Yo'dha puññca pāpañca bāhetvā brahmacariyavā;
Saṅkhāya loke carati sa ce bhikkhū'ti vuccati.
他に乞ふのみにては比丘ならず、一切の所應行を服膺するのみにては比丘ならず。

人若し現世に於て罪福を離れて淨行に住し、愼重にして世を行けば眞の比丘と謂はる。
—パーリ仏典,  ダンマパダ,266-267, Sri Lanka Tripitaka Project

## 雲水
禅宗では、行雲流水という句から、修行者を雲水（うんすい）と呼ぶ。宋史蘇軾伝に「文を作るは行雲流水の如く、初めより定質なし」とあることから、行雲流水の語は、行く雲や流れる水のような、大自然とおのずからなる無心無作のはたらきをいう。禅の修行者は一か所にとどまらず諸方に師を求めて行脚することから、行雲流水の句が禅の修行僧をさすようになった。そこから一般に、一定の僧堂に留まって修行する修行者をも雲水という。雲水はまた、雲衲（うんのう：なお、衲は、雲水の着る破れ衣のこと）、衲子（のっす）、行脚僧ともいう。

## ギャラリー

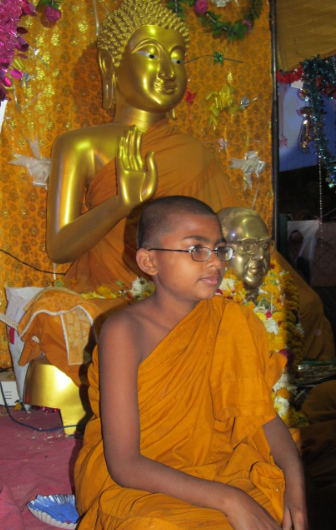
インド
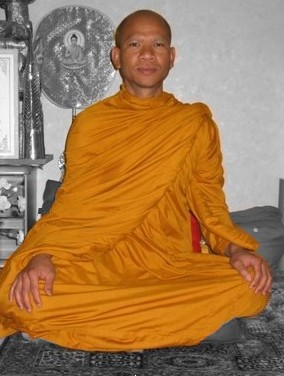
ラオス（上座部仏教）
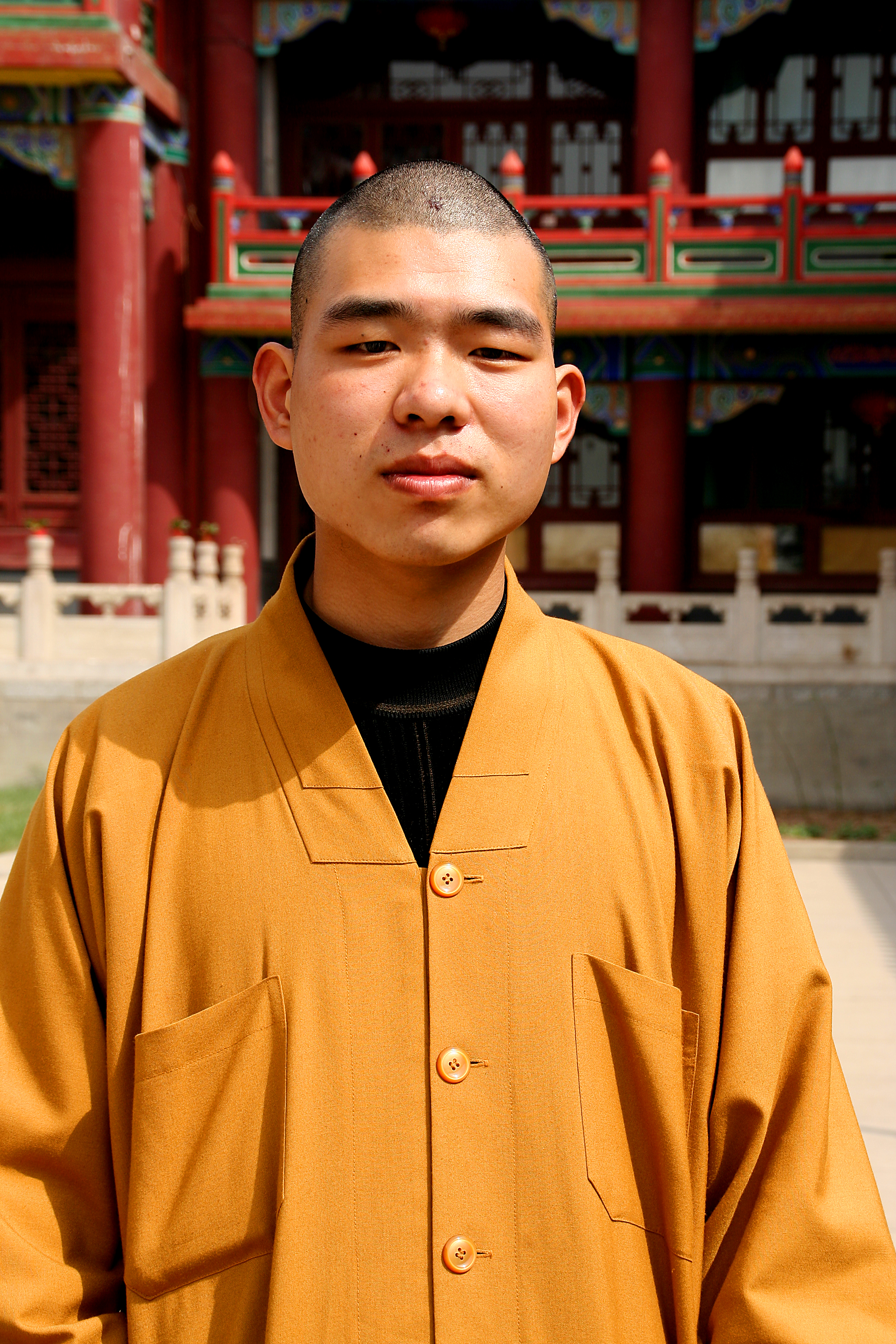
中国
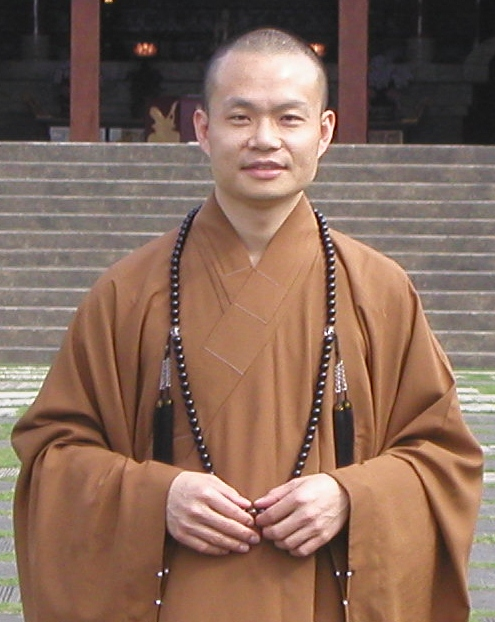
台湾
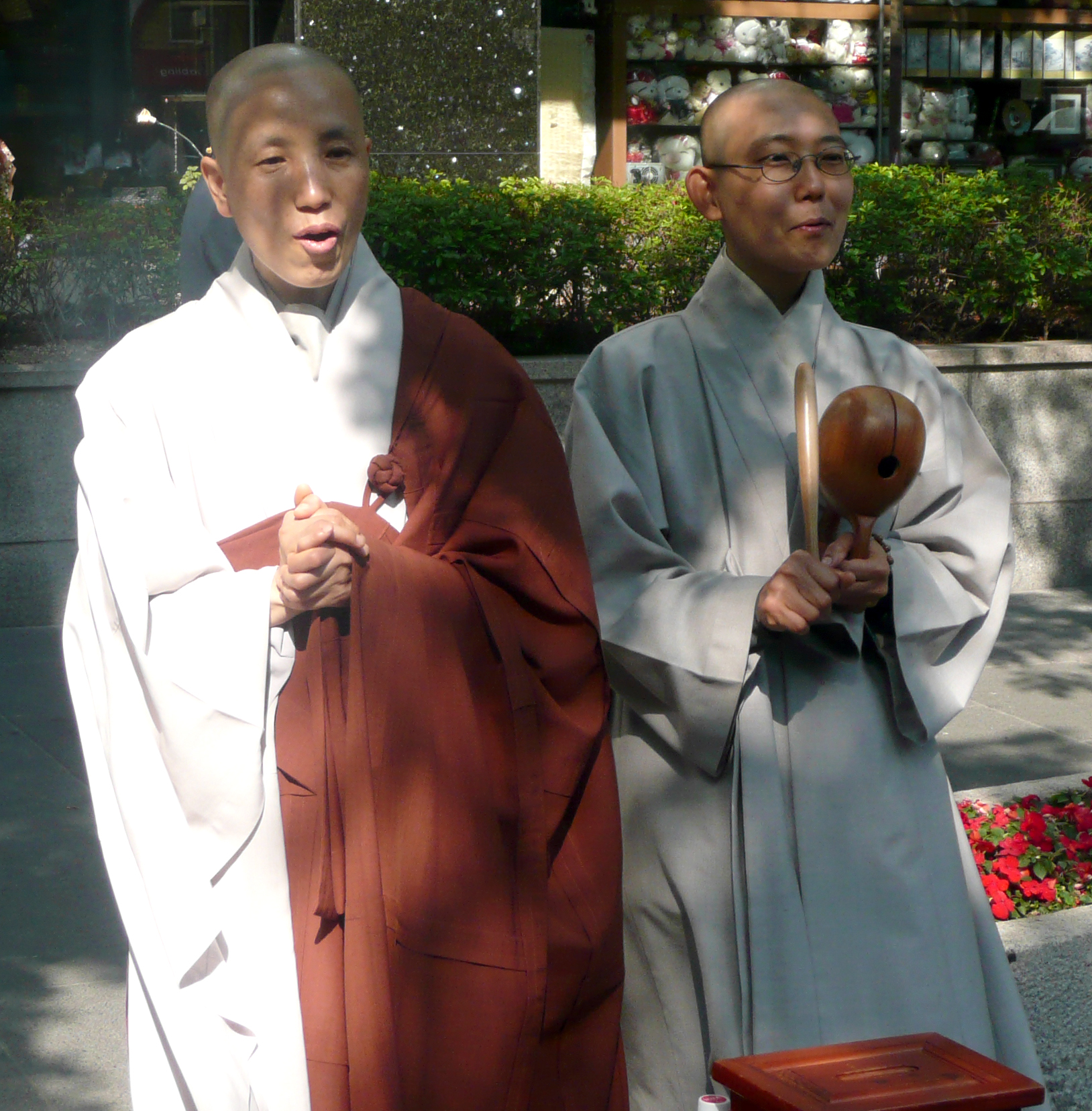
韓国
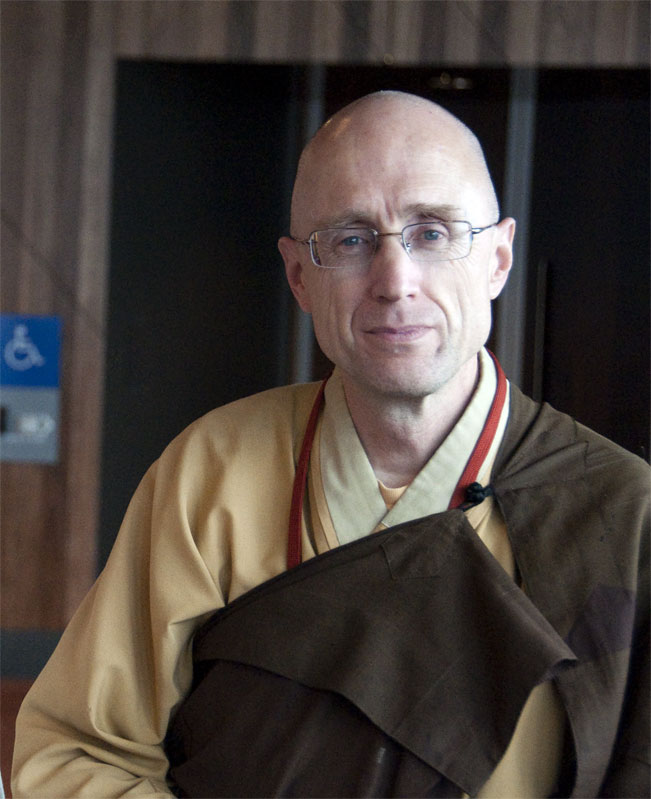
米国（中国仏教）
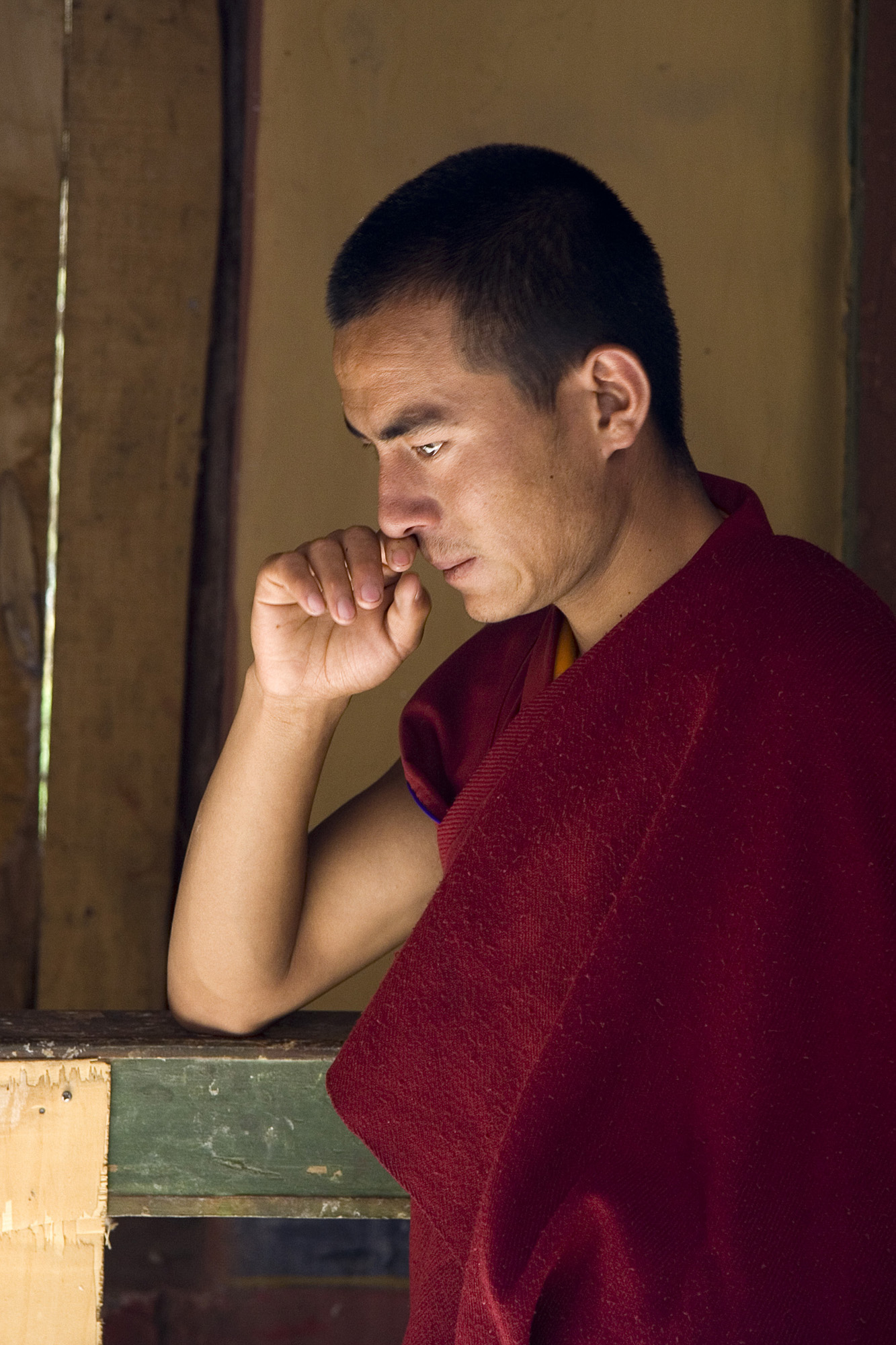
チベット
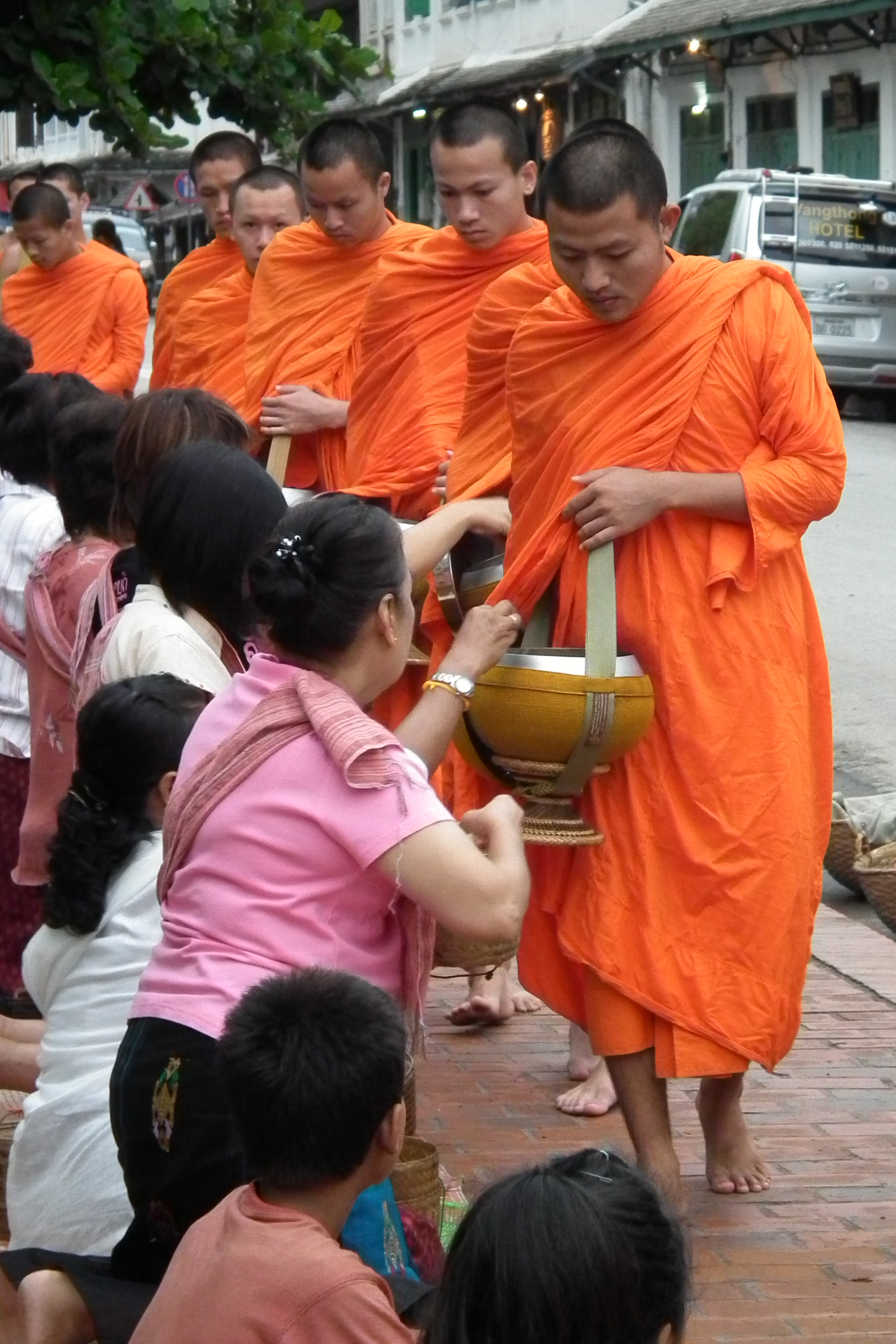
ラオス ルアンパバーン郡
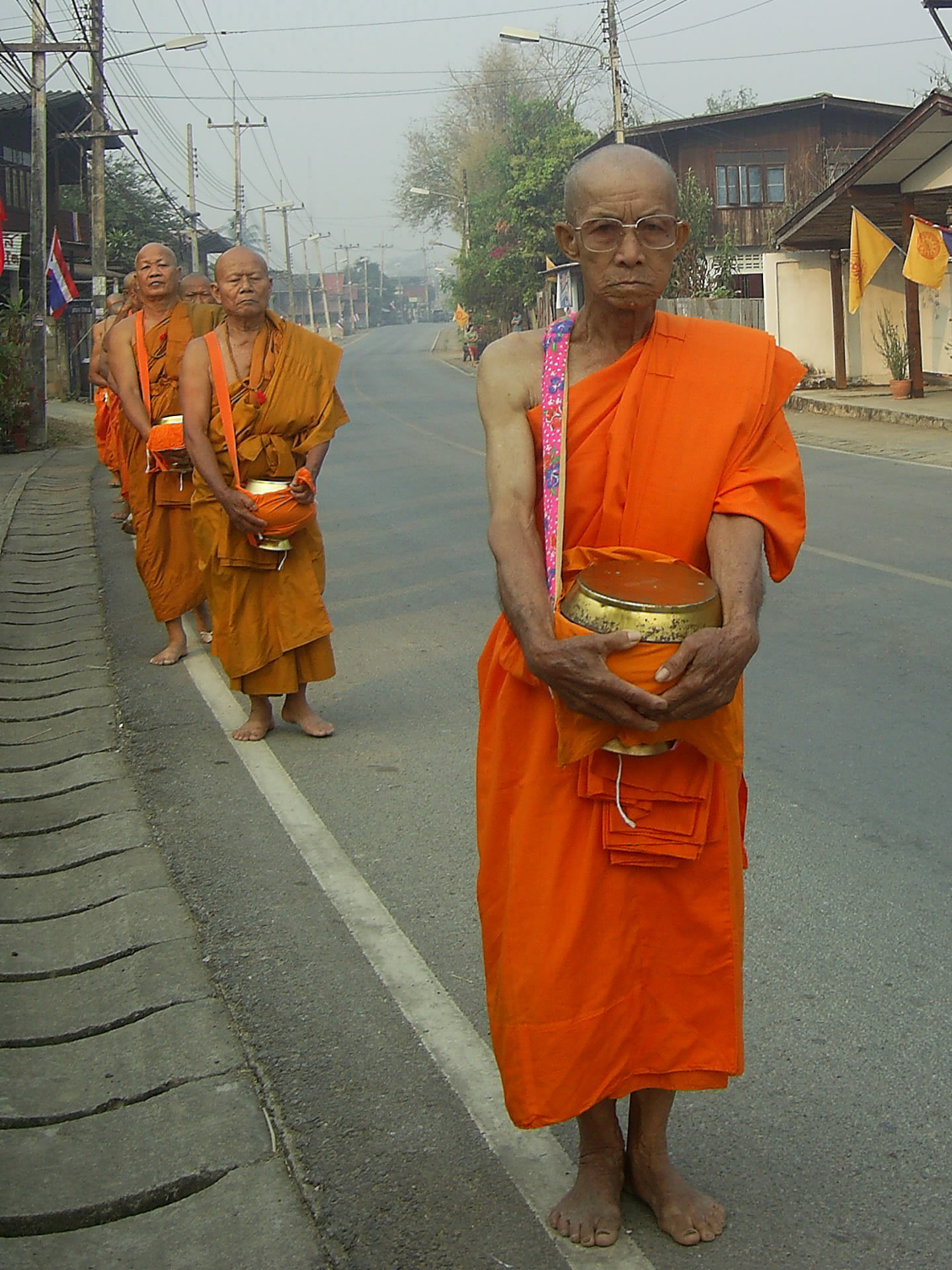
タイ
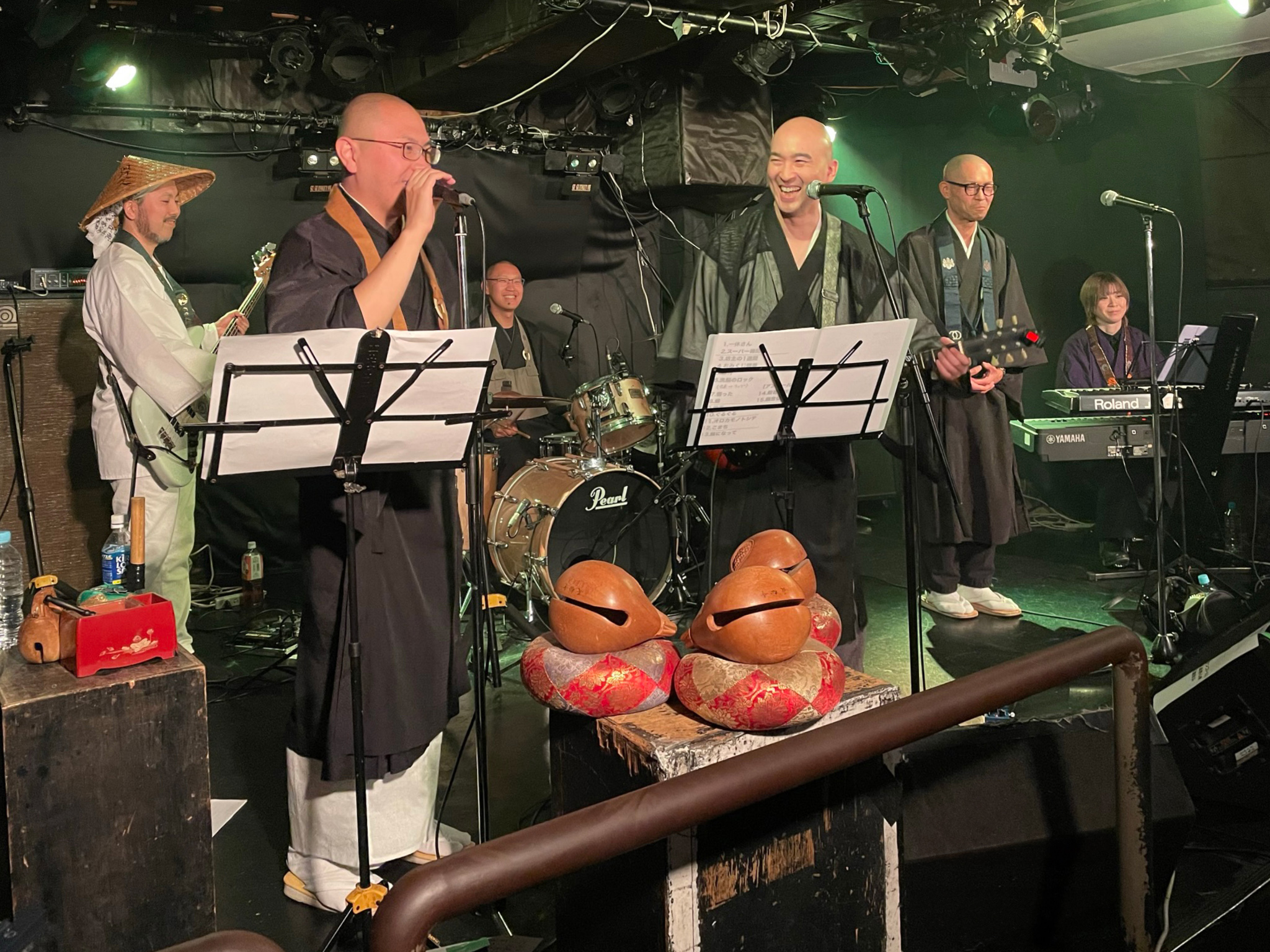
日本